# Cinclodes atacamensis
A Cinclodes atacamensis a madarak (Aves) osztályának verébalakúak (Passeriformes) rendjébe és a fazekasmadár-félék (Furnariidae) családjába tartozó faj.

## Rendszerezése
A fajt Rodolfo Amando Philippi  német–chilei zoológus írta le 1857-ben, az Upuarthia nembe, Upuarthia atacamensis  néven, innen helyezték jelenlegi nemébe.

## Alfajai
- Cinclodes atacamensis atacamensis (Philippi, 1857)
- Cinclodes atacamensis schocolatinus Reichenow, 1920[2]

## Előfordulása
Argentína, Bolívia, Chile és Peru területén honos.  Természetes élőhelye a szubtrópusi és trópusi magaslati füves puszták és bokrosok, kedveli a sziklás és vizes területeket.

## Megjelenése
Testhossza 19–20 centiméter, testtömege 45–56 gramm.

## Életmódja
Ízeltlábúakkal táplálkozik.

## Külső hivatkozások
- Képek az interneten a fajról
- Internet Bird Collection - videók a fajról
- Xeno-canto.org - a faj hangja